# 横林良純
横林 良純（よこばやし よしずみ、1976年5月5日 - ）は、NHKのチーフアナウンサー。

## 人物
中央大学付属高等学校、中央大学卒業後、1999年入局。

## 嗜好・挿話
- 趣味は、気儘な旅や俳句を詠む事[2]。
- 1回目の松山放送局勤務時代、「いよかんワイド」での中継にて娘がいることを、当時キャスターだった古谷敏郎によって公表された[3]。その娘は盛岡放送局在籍中のブログで度々登場していた。なお、この盛岡放送局時代は、2016年6月より2年間、遠藤亮の後任として、放送部副部長を務めた。
- 2度目の和歌山放送局赴任時の2019年から、安田真一郎に代わって、NHK杯全国高校放送コンテスト和歌山大会の審査員を務めていた[4]。
- 好きな食べ物は寿司など魚料理全般。

## 現在の担当番組
- 愛媛防災シンポジウム（2024年6月 - ）キャスター
- おはよう四国（不定期）
- ひめポン!845（不定期）
- ひめポン!645（不定期）
- 愛媛県・四国地方のニュース

## 過去の担当番組
高知放送局時代
- 高知県のニュース・中継・リポート
- いきいきワイド とさ情報市（キャスター）

和歌山放送局時代（1度目）
- 生中継 ふるさと一番!（2006年11月15日・16日）- 中継お届け人
- わかやまNEWSウェーブ（毎週→隔週・月 - 金）
- わかやま845（不定期）

松山放送局時代（1度目）
- 愛媛県・四国地方のニュース
- えひめ845（不定期）
- おはようえひめ（キャスター）
- 伊予路てくてく
- 衆院選2009 開票速報（2009年8月31日未明） - 松山のスタジオから四国地方の開票結果を伝えた。
- 2011年3月の東北地方太平洋沖地震発生時には、青森放送局に応援で派遣され、災害情報を中心にニュースを担当した。

盛岡放送局時代
- 放送部副部長（2016年6月-2018年6月）
- 盛岡放送局制作番組の編責
- アナウンス業務全般
- 岩手県のニュース・中継・リポート
- まじぇ5時（編責）
- おばんですいわて（編責・漆原輝、三好正人のキャスター代行）
- ニュースいわて845（不定期）
- ニュース645 （不定期）
- NHKニュースおはよういわて（不定期）

和歌山放送局時代（2度目）
- あすのWA!（編責・安田真一郎のキャスター代行）
- 関西発ラジオ深夜便（2022年5月20日 - 21日・アンカー）
- ラジオ防災講座
- わかやま845（不定期）
- ギュギュっと和歌山（編責・押尾駿吾、山田朋生のキャスター代行）
- ぐるっと関西おひるまえ・和歌山（編責）
- 和歌山放送局制作番組の編責
- 放送部副部長（2018年6月-2023年3月）→コンテンツセンターアナウンスグループ統括（2023年4月-6月）

松山放送局時代（2度目）
- マイあさ!（2023年9月16日 - 9月17日・メインキャスター畠山智之の代理）[5]
- ひめポン!（松田利仁亜のキャスター代行）
- 令和6年能登半島地震の災害報道対応による金沢放送局への応援派遣（巡回出演）
  - ニュースいしかわ645（2024年3月9日）
  - おはよう石川（2024年3月11日、3月14日）
  - 能登半島地震 ライフライン情報（2024年3月11日）
  - 石川県のニュース（2024年3月11日、3月14日[注釈 1]）

## 同期のアナウンサー
- 有田雅明
- 一橋忠之
- 今城和久
- 今道琢也（退職）
- 北野剛寛
- 古賀一
- 小松宏司（退職）
- 佐藤龍文
- 杉岡英樹
- 高瀬耕造
- 高山真樹
- 近田雄一
- 塚原泰介
- 塚本貴之
- 内藤裕子（退職→フリー）
- 永松隆太朗
- 船岡久嗣（退職）
- 山田賢治